# Olfatto
L'olfatto è uno dei cinque sensi specifici e rende possibile, tramite i chemiocettori, la percezione della concentrazione, della qualità e dell'identità di molecole volatili e di gas presenti nell'aria. Tali molecole sono chiamate odoranti. L'olfatto è connesso in maniera funzionale con il gusto, come si può dimostrare quando un raffreddore congestiona le vie aeree, compromettendo la funzione olfattiva e facendo in modo che i cibi abbiano pressoché tutti lo stesso sapore. È inoltre connesso con il sistema chemiosensoriale generale o trigeminale. I tre sensi dell'olfatto, gusto e chemiosensoriale generale formano il sistema chemiosensorio. L'olfatto è il più studiato dei tre sistemi chemiosensoriali.

## Odore
L'odore è la caratteristica sensoriale rilevata dall'olfatto. 
Nelle trattazioni specialistiche si tende a non usare il termine "profumo" perché quest'ultimo, nel linguaggio ordinario, suona con accezione positiva, mentre l'odore è semplicemente la manifestazione, percepita tramite il naso, di una molecola di tipo odoroso.
Alcuni autori e scuole di assaggio  utilizzano il termine profumo come equivalente di bouquet (una fusione gradevole di odori, come un mazzo di fiori diversi).

## Nell'essere umano
Benché si reputi l'olfatto umano capace di discriminare circa 10 000 odori differenti, spesso questo senso è considerato il meno sviluppato nella nostra specie ed effettivamente molti animali riescono a superarci con le loro capacità olfattive. Questo in parte è dovuto al numero di recettori che possiedono, ma anche alla più grande estensione dell'epitelio olfattivo (nell'uomo è di circa 5  cm2 per narice), ad una maggiore grandezza delle strutture connesse con questo senso e ad una maggiore porzione del prosencefalo dedicata. L'uomo può percepire la presenza di un odorante a seconda della sua concentrazione che varia per ciascuna molecola presa in considerazione. L'etanolo, per esempio, deve avere una concentrazione di almeno 2 mM (millimoli) per essere percepito, ma altri odoranti necessitano solo di frazioni di nanomoli, una differenza pari ad almeno un milione di volte. Gli odoranti veicolano sensazioni odorose molto differenti tra loro ed esistono diverse classificazioni utili al fine di raggruppare ciascun odorante in una determinata categoria.

La loro utilità è però relativa in certi casi, poiché alcuni odoranti determinano un cambiamento notevole della percezione odorosa a seconda della loro concentrazione, per cui a basse concentrazioni possono risultare gradevoli e ad alte concentrazioni possono avere odore acre (gli indoli sono uno dei migliori esempi in questo senso). La classificazione più utilizzata è quella di Amoore, stilata all'inizio degli anni Cinquanta. Essa divide gli odoranti nelle seguenti categorie: canforacei (canfora), eterei (cloroformio), floreali (vanillina), mentati (naftalene), muschiati (clorobenzene), pungenti, putridi (butirrato) e terrosi (geosmina). Non sempre una singola molecola produce un singolo odore, ma l'uomo talvolta percepisce un gruppo di molecole (generalmente provenienti dalla stessa fonte) come un unico odore. Un deficit chemiosensitivo a carico dell'olfatto, cioè l'impossibilità di percepire un certo tipo di odorante, è detta anosmia; tale condizione può essere dovuta alla mancata trascrizione di un gene che codifica per il recettore specifico per quel tipo di odorante non percepito oppure per una proteina che vi interagisce. La capacità di distinguere gli odoranti tende a diminuire significativamente con l'invecchiamento (negli adulti over 70 è dimezzata rispetto all'adolescente) e con alcune patologie come disturbi alimentari, psicologici, neurologici e talvolta il diabete.

Sistema olfattivo umano. 1: Bulbo olfattivo 2: Cellule mitrali 3: Osso 4: Epitelio nasale 5: Glomerulo 6: Recettore olfattivo

### Anatomia e fisiologia
Gli odori entrano nella cavità nasale attraverso le narici, raggiungono l'epitelio olfattivo, un sottile strato di cellule collocato in un'area ristretta della cavità nasale, compresa tra la parte superiore del cornetto nasale medio, l'intero cornetto nasale superiore (e supremo se presente) e la volta nella parete laterale, mentre sulla parete mediale è presente nella porzione superiore del setto nasale al di sotto della lamina cribrosa. Una cellula olfattiva è un neurone bipolare dal soma allungato con la superficie apicale (diretta verso la cavità nasale) costituita da un lungo dendrite che si conclude con un nodo olfattivo dal quale si dipartono numerose ciglia immerse nel muco nasale che funge da mezzo di cattura e diffusione degli odoranti. Ciascun neurone olfattivo è separato da quello adiacente da cellule di supporto. Il muco è secreto dalle ghiandole di Bowman, i cui adenomeri si trovano nel connettivo e i cui dotti attraversando connettivo ed epitelio olfattivo sboccano nella cavità nasale, ma un certo contributo sembra provenire anche dalle cellule di supporto.
Il film mucoso che ricopre le ciglia non deve essere né scarso né eccessivo, ne conseguirebbe un deficit olfattivo. Sulla superficie apicale il neurone olfattivo possiede un assone di piccolo diametro non mielinizzato e circondato dalle cellule di sostegno che si inframmezzano tra un neurone olfattivo e l'altro. Attaccate alla lamina basale che separa l'epitelio olfattivo dal tessuto connettivo posto più in profondità vi sono cellule staminali in grado di dividersi generando un'altra staminale indifferenziata e cellule che si differenzieranno in neuroni olfattivi in caso di lesioni a carico di questi che peraltro si verificano in continuazione a causa di irritanti e sostanze tossiche che non riescono ad essere intrappolate né dalle cellule dell'epitelio respiratorio che ricopre il resto della mucosa nasale, né dal muco (che fra le altre molecole contiene lisozima, citocromo P450 e immunoglobuline). Sono gli unici esempi di cellule staminali in grado di differenziarsi autonomamente in una tipologia di neuroni.
Gli odoranti si legano ai 10-20 milioni di recettori posti sulla superficie delle ciglia delle cellule olfattive, dei neuroni modificati e specializzati, che proiettano direttamente le informazioni tramite i loro assoni al bulbo olfattivo, una struttura nervosa posta appena superiormente alla lamina cribrosa dell'etmoide che si continua posteriormente con il tratto olfattivo. Gli assoni entrano nel bulbo olfattivo aggregandosi in piccoli fascetti ricoperti da cellule olfattive di sostegno, che penetrano attraverso i fori della lamina cribrosa e formano nel loro complesso il nervo olfattivo (I), il primo nervo cranico. Nel bulbo olfattivo gli assoni delle cellule olfattive sinaptano con i dendriti delle cellule mitrali o con quelli delle cellule a pennacchio (neuroni di secondo ordine) formando strutture dette glomeruli. Un terzo tipo di cellule, le cellule granulari, prendono contatto con le mitrali e quelle a pennacchio modulandone la funzione; in particolare, sono eccitate dalle cellule mitrali e inibitorie per le cellule a pennacchio. Ricevono inoltre le fibre efferenti provenienti dalla commissura anteriore e dal trigono olfattivo. Un quarto tipo cellulare sono le cellule periglomerulari che prendono contatto con i glomeruli. Sia le cellule granulari che le cellule periglomerulari sono interneuroni. Gli assoni delle cellule mitrali e delle cellule a pennacchio percorrono il tratto olfattivo nella fossa cranica anteriore, alcune sinaptano presso il nucleo olfattivo anteriore per poi proseguire lungo il tratto olfattivo dirigendosi al nucleo del tratto olfattivo laterale o alla stria olfattiva mediale per poi proiettare alla commissura anteriore, altri assoni del tratto olfattivo sinaptano presso il tubercolo olfattivo per poi dirigersi al lobo piriforme (parte del lobo temporale), alla sostanza perforata anteriore, all'ipotalamo, all'uncus, all'amigdala e alla corteccia entorinale tramite un sistema complesso di vie neurali la cui organizzazione e il cui funzionamento è tuttora più oscuro rispetto ad altri sistemi sensoriali.
Tra tutti i sistemi sensoriali, l'olfatto è l'unico a non prevedere vie provenienti direttamente dai recettori primari che proiettino al talamo prima di raggiungere una specifica porzione della neocorteccia. La corteccia piriforme (o lobo piriforme) fa inoltre parte dell'archicorteccia e possiede tre strati a differenza dei sei strati della neocorteccia. I suoi diffusi collegamenti con l'archeocorteccia fanno pensare che il senso dell'olfatto sia stato uno dei primi ad essersi sviluppato negli esseri viventi. La corteccia piriforme possiede degli assoni che proiettano al talamo e poi da questo fino ad aree associative della neocorteccia orbitofrontale deputate alla percezione cosciente del dolore. La corteccia entorinale proietta alle formazioni ippocampali, l'amigdala al talamo e all'ipotalamo, deputati alla percezione emozionale dell'odore. Non è chiaro se regioni quali il bulbo olfattivo o la corteccia piriforme abbiano organizzazione somatotopica in rapporto a specifici odoranti o a loro caratteristiche generali (come la dolcezza o l'acredine).

#### Recettori olfattivi
I recettori olfattivi sono recettori accoppiati a proteine G (GPCRs, g-protein coupled receptors) e come tali possiedono sette domini idrofobici transmembrana, un dominio di legame sulla superficie extracellulare ed un dominio di interazione con una specifica proteina G in quello intracellulare, costituito di norma dalla porzione C-terminale. Nell'uomo esistono circa 950 recettori olfattivi diversi distribuiti su tutti i cromosomi (particolarmente sui cromosomi 1, 6, 9, 11, 14 e 19) tranne 20, 22 e Y, un numero simile a quello del microscopico nematode Caenorhabditis elegans e poco più della metà rispetto a quelli presenti nel topo, malgrado ciò, sono la famiglia di geni più vasta dell'intero genoma umano (circa il 4% dei geni). I geni che codificano per i recettori olfattivi nei mammiferi non possiedono introni a differenza di quelli degli invertebrati. Alcuni geni codificanti per recettori olfattivi, sebbene presenti e funzionali, non sono trascritti. Nell'uomo il loro numero raggiunge il 60% dei geni codificanti per recettori olfattivi, ciò significa che all'incirca solo 400 dei 950 geni sono trascritti. Non è noto il motivo per cui il numero di geni codificanti per recettori olfattivi vari notevolmente tra le varie specie (fino a 2.000 in alcuni roditori, circa 60 in Drosophila melanogaster) né il motivo per cui in alcune specie, fra le quali l'uomo, buona parte di essi non sia trascritto. Sembra che nell'epitelio olfattivo umano un determinato tipo di recettori olfattivi sia espresso preferenzialmente in una determinata area dell'epitelio e che questa area sia simmetrica nelle due cavità nasali. Ciascun recettore olfattivo è specifico per un singolo odorante o per un gruppo molto ristretto di molecole.
I recettori olfattivi vengono stimolati quando le molecole presenti nell'aria si sciolgono nel muco che li circonda.

#### Il bulbo olfattivo
Il bulbo olfattivo è la prima stazione di elaborazione delle informazioni trasportate dai neuroni olfattivi. Gli assoni di queste cellule formano all'interno del bulbo olfattivo, insieme ai dendriti delle cellule mitrali, delle cellule a pennacchio (neuroni di secondo ordine), delle cellule granulari e delle cellule periglomerulari (interneuroni), delle strutture note come glomeruli olfattivi. L'assone di ciascun neurone olfattivo si distribuisce ad un singolo glomerulo e su ciascun glomerulo convergono migliaia di assoni di neuroni olfattivi che però possiedono sulle ciglia lo stesso tipo di recettore; qui gli assoni fanno sinapsi con i dendriti primari delle cellule a pennacchio o delle cellule mitrali. Su ciascun dendrite primario di un neurone di secondo ordine fanno sinapsi 100-1.000 neuroni olfattivi, si verifica così una forte convergenza.
È da ricordare che di norma neuroni olfattivi che esprimono lo stesso recettore olfattivo si trovano vicini nella mucosa olfattiva, sebbene ci sia un certo grado di sovrapposizione tra le varie aree, che non possono essere nettamente distinte, per cui anche a livello del bulbo olfattivo è possibile ricostruire una mappa olfattiva in cui ciascuna area della mucosa olfattiva che risponde ad un determinato odorante (più precisamente l'epitope di un odorante) è rappresentata da una determinata combinazione di glomeruli.
Le cellule periglomerulari, tramite sinapsi dendro-dendritiche, prendono contatto con le cellule mitrali o le cellule a pennacchio e le inibiscono (tramite l'inibizione laterale), aumentando il potere risolutivo del sistema olfattivo, cioè la possibilità di distinguere un determinato odore da un altro. A un livello più profondo del bulbo, le cellule granulari possono essere attivate dalle cellule mitrali, una volta attivati questi interneuroni inibiscono le cellule mitrali stabilendo sinapsi dendro-dendritiche. Le cellule granulari e le cellule periglomerulari ricevono anche fibre efferenti che ne modulano l'attività provenienti dal nucleo olfattorio, dall'area preottica, dalla corteccia piriforme, dall'ipotalamo, dai nuclei del raphe e dal locus coeruleus.

#### Trasduzione olfattiva
La trasduzione olfattiva avviene nelle ciglia dei neuroni olfattivi. Le ciglia di tali neuroni non possiedono un citoscheletro tale da renderle mobili come quelle presenti sulle cellule ciliate dell'epitelio respiratorio, sono tuttavia utili per aumentare la superficie di contatto della cellula con gli odoranti catturati o disciolti nel muco. Un odorante si lega al suo specifico recettore sulla superficie esterna di un ciglio in modo diretto oppure con un meccanismo ancora poco chiaro che coinvolge alcune proteine di legame specifiche per alcuni odoranti che trasportano queste molecole dal muco verso il recettore. Il legame dell'odorante con il recettore GPCR per esso specifico, permette a questo di interagire con una proteina Golf, espressa solo dai neuroni olfattivi; le subunità β e γ della proteina si distaccano dalla subunità α (la quale ha legato GTP) che invece contatta l'adenilato ciclasi, attivandola. L'adenilato ciclasi consumando ATP produce un gran numero di molecole di cAMP che a loro volta si legano a canali del Ca2+ e del Na+ regolati da nucleotide ciclico, questi si aprono provocando un influsso di ioni Ca2+ e Na+ nel citoplasma della cellula in ragione del gradiente elettrochimico e quindi una sua depolarizzazione. La depolarizzazione è ulteriormente favorita dagli stessi ioni Ca2+ che si legano a canali del cloro, aprendoli e permettendo l'uscita di Cl- dal citoplasma allo spazio extracellulare, facendo divenire il potenziale interno ancora più positivo. Le condizioni iniziali si ripristinano mediante alcuni meccanismi di adattamento che comprendono l'idrolisi del cAMP a 5'-AMP da parte di una fosfodiesterasi, ciò fa chiudere i canali Ca2+/Na+, il complesso Ca2+-calmodulina si può legare allo stesso canale riducendone l'affinità per il cAMP, infine la cellula espelle il Ca2+ in eccesso e recupera il Na+ perso tramite uno scambiatore Ca2+/Na+, facendo tornare il potenziale negativo.
La trasduzione può avvenire anche mediante la via di PIP2/fosfolipasi C. In questo caso la molecola di odorante si lega al GPCR che a sua volta attiva la proteina Golf come già descritto; tuttavia in questo caso la subunità α, con legato GTP, va ad attivare la fosfolipasi C, un enzima che scinde il PIP2 presente nella membrana plasmatica in diacilglicerolo (DAG) e inositolo trifosfato (IP3). Il DAG a sua volta attiva la proteina chinasi C (PKC) mentre IP3 apre alcuni canali del Ca2+ presenti sulla membrana del reticolo endoplasmatico rugoso, determinando una fuoriuscita di questo ione nel citoplasma.

È importante notare come il numero di potenziali d'azione scatenati da un neurone olfattivo, così come il suo periodo di latenza e la durata della risposta, cambi in base alla concentrazione dell'odorante. I meccanismi di adattamento di un neurone olfattivo alla continua presenza dello stesso odorante, che lo portano a scatenare un minor numero di potenziali d'azione, spiegano il motivo per cui quando si entra in un ambiente pervaso da un odorante (per esempio un profumo o il fumo di sigaretta) lo si avverte facilmente ma dopo un certo periodo di tempo lo si percepisce sempre di meno.

Schema dell'epitelio olfattivo

### Risposte psico-fisiologiche agli odoranti
Sebbene alcuni odoranti non scatenino alcuna significativa risposta fisiologica altri possiedono questa capacità, facilitano ad esempio la salivazione, la motilità gastro-intestinale oppure inducono nausea e vomito, così come possono determinare risposte comportamentali, per esempio i riti dell'accoppiamento e la riproduzione sono determinati, tra le altre cose, dalla produzione di feromoni e dalla loro captazione per mezzo dell'organo vomeronasale. Gli scienziati hanno pareri discordanti riguardo al suo funzionamento nell'uomo, infatti secondo alcuni, non sarebbe funzionante, seppur presente; secondo il parere di altri scienziati invece l'organo vomeronasale sarebbe funzionante, ma con capacità assai ridotte rispetto a quelle degli animali. I feromoni umani inoltre, benché presenti nel genoma, sono pseudogeni e non vengono trascritti. Tuttavia è noto come gruppi di donne in condizioni di promiscuità tendano a sincronizzare i loro cicli mestruali, un risultato ottenibile anche mediante l'esposizione al sudore femminile; la sincronizzazione pare terminare qualora vengano esposte a sudore maschile. Uomini e donne attivano diverse aree cerebrali, in particolare ipotalamiche, quando esposti ad ormoni sessuali maschili o femminili. Gli infanti si servono di questo senso, particolarmente sviluppato in tenera età, per distinguere la loro madre da altre donne.

### L'olfatto sessuale
Gli esseri umani, come anche altri mammiferi, presentano un secondo organo nasale, distinto dall'epitelio olfattivo principale, che viene ribattezzato "naso sessuale" o "organo vomeronasale".
Il compito di questo organo è di rilevare alcune sostanze chimiche come i feromoni, che sono in grado di influenzare le reazioni sessuali, riproduttive e sociali di un individuo. Spesso queste sostanze vengono rilasciate da femmine di una particolare specie e finiscono per attivare, come nel caso dei topi, una risposta pressoché innata da parte dei maschi. Alcuni test di laboratorio hanno consentito di verificare che animali vergini, privati dei neuroni di questo organo, perdono la capacità di accoppiarsi. Le ricerche hanno evidenziato che i neuroni del sistema vomeronasale spediscono i loro impulsi in una zona del cervello (di controllo delle risposte emotive e dei comportamenti innati) diversa da quella ricevente i segnali dell'epitelio olfattivo (corteccia olfattiva).

### L'olfatto del neonato
Molte informazioni su ciò che lo circonda, il neonato le trae dall'olfatto. A poche ore di vita il neonato può differenziare stimoli olfattivi quali: anice, rosa, petrolio, alcol ed elaborare ricordi di tipo odoroso. Il fatto di poter distinguere gli odori è importante per un neonato, perché lo aiuta a orientarsi verso la fonte di cibo, e lo aiuta a formare le prime forme di interazione sociale, in particolare nella formazione del legame di attaccamento con la madre. Un neonato di due settimane, nutrito con il biberon, si orienterà verso l'odore del seno di una donna che allatta, piuttosto che verso di quello di una donna che non allatta. La donna che allatta, infatti, emana stimoli olfattivi accattivanti per un neonato che viene allattato artificialmente. Inoltre, a sei giorni il neonato preferisce il tampone impregnato dell'odore del seno materno piuttosto che un tampone impregnato dell'odore del seno di un'altra nutrice.
Il bambino preferisce quegli odori che associa a situazioni piacevoli. Quando altri canali sensoriali come quello visivo o uditivo non consentono una discriminazione chiara, l'olfatto consente già degli scambi invisibili. Nel rapporto neonato-nutrice, anche quest'ultima registra gli odori e ne tiene conto. Uno studio scientifico ha dimostrato che il 60% delle madri di neonati da 1 ai 10 giorni, riconosceva la maglietta del proprio figlio in mezzo ad altre uguali di bambini della stessa età. Un altro esperimento ha dimostrato che 30 minuti di contatto diretto con il neonato delle prime sei ore successive al parto, sono sufficienti perché la madre stabilisca un riconoscimento olfattivo del neonato. Più l'emozione è intensa, più l'informazione olfattiva sarà memorizzata rapidamente.

## Patologie del sistema olfattivo
Con anosmia si definisce la perdita totale della capacità di percepire uno o più odori.
Le alterazioni dell'olfatto (disosmie) consistono invece nell'alterata percezione degli odori e si riscontrano in condizioni fisiologiche (quali la gravidanza), ambientali (come la variazione della pressione atmosferica) o patologiche (come la deformità delle cavità nasali). Le disosmie possono diminuire la soglia di percezione di tutti o parte degli odori (iposmie) o deformare la percezione (parosmie); la cacosmia è la percezione di odore sgradevole causata da processi patologici o neuropatie.

## L'olfatto negli animali
Mentre nell'uomo il ruolo dell'olfatto come strumento di conoscenza dell'ambiente circostante ha un carattere secondario, negli animali è uno strumento indispensabile per le attività fondamentali quali la caccia, la localizzazione dei partner, dei compagni e dei predatori. In alcune farfalle, l'odore della femmina può attirare il maschio sottovento da molti chilometri di distanza.
Negli animali, i ricettori olfattivi hanno collocazioni anatomiche diverse a seconda dei casi, negli insetti ad esempio sono sulle antenne, nei pesci sulla superficie del corpo. Nei bassi vertebrati, nei quali l'olfatto ha una importanza maggiore che nei mammiferi, la componente maggiormente evoluta del cervello è un centro prevalentemente olfattivo.